# Lomatium salmoniflorum
Lomatium salmoniflorum är en flockblommig växtart som först beskrevs av John Merle Coulter, Joseph Nelson Rose och John Michael Holzinger, och fick sitt nu gällande namn av Mildred Esther Mathias och Lincoln Constance. Lomatium salmoniflorum ingår i släktet Lomatium och familjen flockblommiga växter. Inga underarter finns listade i Catalogue of Life.